# Robert Downey Jr.

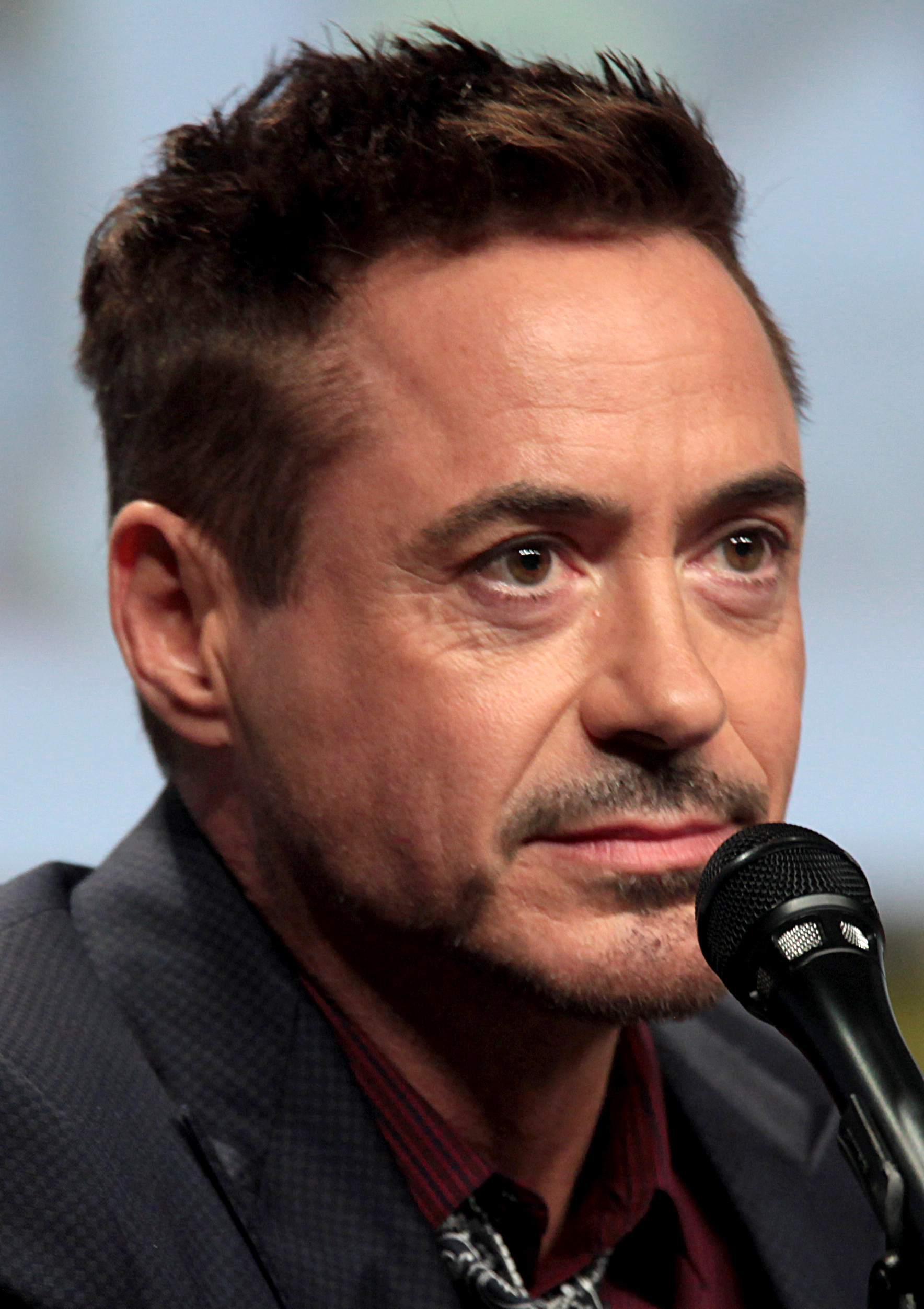
Robert Downey Jr. (2014)

Robert John Downey Jr. (* 4. April 1965 in New York City) ist ein US-amerikanischer Schauspieler. Als Sohn des Filmemachers Robert Downey Sr. kam er früh mit der Filmindustrie in Berührung und hatte bereits als Kind kleinere Filmrollen in dessen Filmen gespielt, bevor er sich entschied, Schauspieler zu werden. In den 1980er Jahren gehörte er zunächst zu einer als Brat Pack bekannten Schauspielergeneration, bevor er mit dem Film Unter Null erstmals die Aufmerksamkeit der Kritiker erregte.
Bei der Oscarverleihung 2024 wurde er als bester Nebendarsteller für seine Rolle im Historiendrama Oppenheimer (2023) ausgezeichnet.
Der zuvor bereits zweifach oscarnominierte Downey (für Chaplin 1992 und Tropic Thunder 2008) wird heute von Kritikern als einer der besten Schauspieler seiner Generation bezeichnet und ist bekannt für sein breites Spektrum an Rollen, das von der Charakterdarstellung (Chaplin) über die Komödie (Sherlock Holmes) bis zu körperlich sehr fordernden Actionfilmen (Iron Man) reicht. Er spielte die Hauptrolle in dem erfolgreichen Film-Franchise Sherlock Holmes sowie die Rolle des Iron Man in mehreren Filmen des Marvel Cinematic Universe.
Zwischen 1996 und 2001 stand Downey immer wieder wegen seiner Drogensucht in den Schlagzeilen, was seine Schauspielkarriere fast beendet hätte. Er stand wiederholt wegen Besitzes illegaler Drogen vor Gericht und wurde mehrfach zu Entziehungskuren verurteilt. Wegen Verstoßes gegen seine Bewährungsauflagen verbrachte er insgesamt 16 Monate im Gefängnis. Nachdem es ihm 2003 gelungen war, dauerhaft clean zu werden, feierte er ein Comeback mit Filmen wie Kiss Kiss, Bang Bang, Tropic Thunder und Gothika. Durch seine Rolle im Film Iron Man gelang ihm 2008 der Durchbruch zum Weltstar: Zum dritten Mal in Folge führte Downey 2015 die Forbes-Liste der bestbezahlten Schauspieler Hollywoods an. Zwischen Juni 2014 und Juni 2015 verdiente er rund 80 Millionen US-Dollar.

## Leben

### Kindheit und Jugend
Robert Downey wurde als zweites Kind des Regisseurs Robert Downey Sr. (1936–2021) und der Schauspielerin Elsie Downey (geb. Ford, 1934–2014) geboren. Er wuchs mit seiner älteren Schwester Allyson im New Yorker Künstlerviertel Greenwich Village auf. Der Familienname lautete eigentlich Elias, aber Robert Downey Sr. nahm als 15-Jähriger den Nachnamen seines Stiefvaters an, als er in die Armee eintrat.
Downey wuchs in den späten 1960er und 1970er Jahren in einem unkonventionellen Elternhaus auf, inmitten der alternativen New Yorker Filmszene. Bereits als Kind übernahm er kleine Rollen in den Filmen seines Vaters. Sein Filmdebüt hatte er als Fünfjähriger in der absurden Komödie Pound, in der alle Schauspieler Hunde darstellten; zwei Jahre später spielte er in dem surrealistischen Film Greaser's Palace seines Vaters mit.
In der freizügigen Umgebung seiner Kindheit kam er auch früh mit illegalen Drogen in Berührung. In seiner Familie „gab es immer eine Menge Haschisch und Kokain“ und sein Vater erlaubte ihm erstmals Marihuana auszuprobieren, als er sechs Jahre alt war. Laut Downey entwickelten Drogen sich zu einem emotionalen Band zwischen ihm und seinem Vater. „Wenn ich und mein Vater zusammen Drogen nahmen, dann war das, als ob er damit seine Liebe zu mir ausdrückte – auf die einzige Art, die er kannte.“ Schließlich betrank Downey sich jede Nacht und machte „tausende Anrufe auf der Suche nach Drogen.“ In den 1990er Jahren wurde er abhängig von Heroin.
Nachdem seine Eltern sich 1978 hatten scheiden lassen, zog er mit seinem Vater nach Los Angeles, wo er die Santa Monica High School besuchte und einigen seiner zukünftigen Schauspielkollegen begegnete, u. a. Sean Penn. 1982 brach er die Schule ab und zog zurück nach New York zu seiner Mutter, um eine Schauspielkarriere zu beginnen.

### Karriere
Im Alter von 20 Jahren zeigte Downey sein komödiantisches Talent in der erfolgreichen US-Fernsehshow Saturday Night Live. 1985 war Downey in der Teeniekomödie L.I.S.A. – Der helle Wahnsinn von John Hughes erstmals in einer Nebenrolle als Ian zu sehen. Die nächste Rolle hatte er 1987 in Jack der Aufreißer und Unter Null. Sein großer Durchbruch gelang ihm allerdings mit Richard Attenboroughs Film Chaplin, einer Biografie über Charlie Chaplin, für dessen Darstellung Downey mit einer Oscar-Nominierung geehrt wurde. Es folgten weitere Filme wie Nur für Dich (1994), Natural Born Killers (1994), Restoration – Zeit der Sinnlichkeit (1995), Auf der Jagd (1998) und Die WonderBoys (2000).
Im Jahr 2000 spielte er in der erfolgreichen Fernsehserie Ally McBeal zeitweise eine tragende Rolle, für die er den Golden Globe gewann. Im Zuge seiner Darstellung in der Fernsehserie sang er Stücke wie Joni Mitchells River sowie Chances Are zusammen mit Vonda Shepard. Noch während der Dreharbeiten wurde Downey wegen wiederholten Konsums illegaler Drogen erneut zu einer Haftstrafe verurteilt, weswegen er 2001 von den Serienproduzenten entlassen wurde.
2011 dankte Downey Mel Gibson öffentlich dafür, ihn in dieser Zeit unterstützt zu haben: Gibson hatte 2003 als Produzent von The Singing Detective selbst das finanzielle Risiko getragen, nachdem keine Versicherung bereit gewesen war, einen Film mit Downey in der Hauptrolle zu versichern.
Nach etlichen Entzugstherapien und Rollen in kleineren Filmen war er 2003 zudem neben Halle Berry in Gothika wieder auf der Kinoleinwand zu sehen. 2004 veröffentlichte er sein erstes Musikalbum The Futurist.

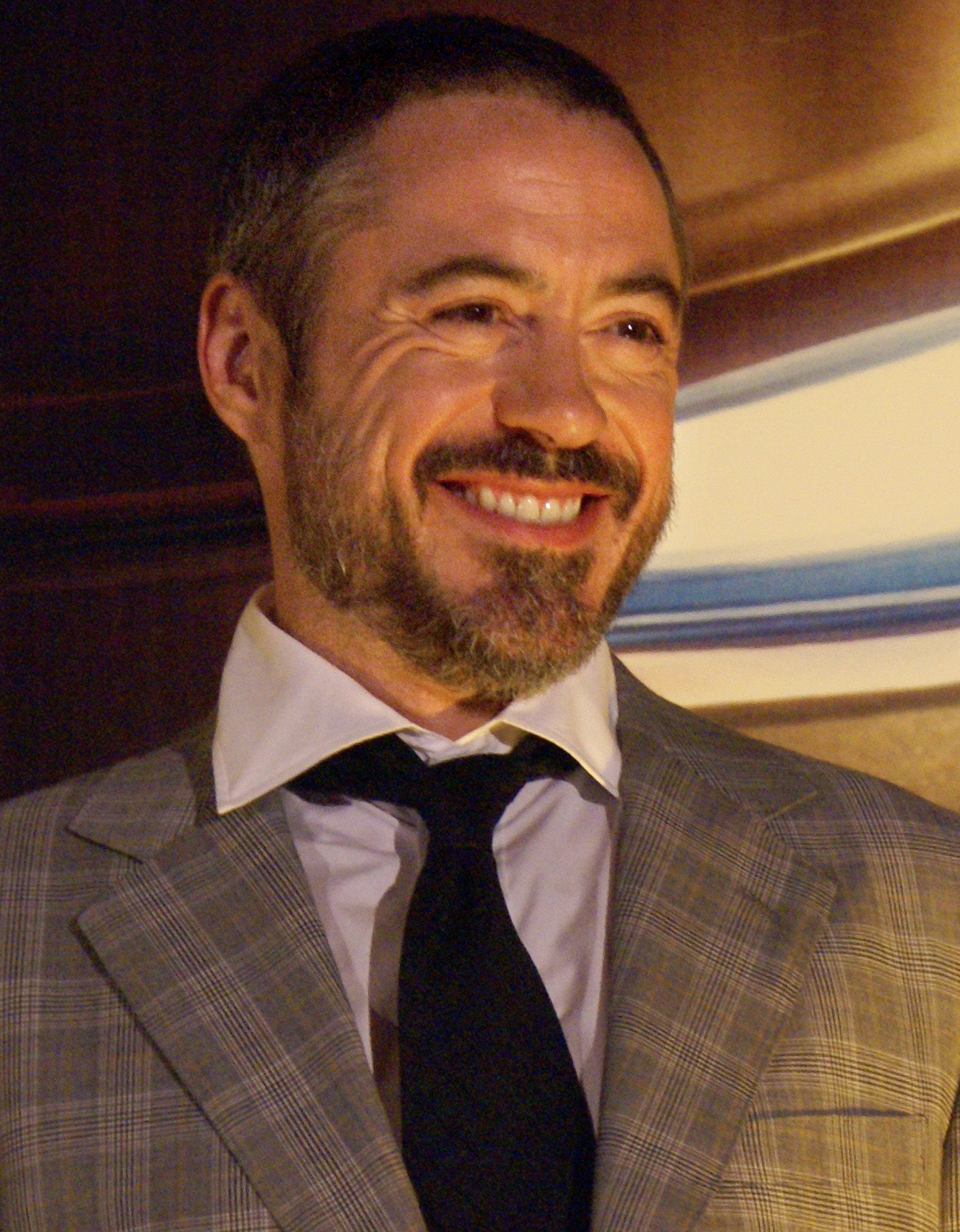
Robert Downey Jr. in Mexiko-Stadt bei der nationalen Premiere von Iron Man, 2008

Nach dem geglückten Drogenentzug fasste er so wieder Fuß im Filmgeschäft. 2007 spielte Downey in Zodiac – Die Spur des Killers einen Journalisten. 2008 übernahm er die Hauptrolle in der Comic-Verfilmung Iron Man und 2010 in der Fortsetzung Iron Man 2. Diese Rolle brachte ihm den weltweiten Durchbruch. 2009 erhielt er für sein satirisch-komödiantisches Porträt eines Hollywood-Stars in Ben Stillers Komödie Tropic Thunder, der seine Haut für die Rolle eines afroamerikanischen Soldaten schwarz färben lässt, eine weitere Golden-Globe- und Oscar-Nominierung. In Guy Ritchies Film Sherlock Holmes spielte Downey die Titelrolle und wurde bei den Golden Globe Awards 2010 in der Kategorie Bester Hauptdarsteller in einer Komödie oder einem Musical ausgezeichnet.
Im Jahr 2012 trat er erneut als Iron Man in der Comicverfilmung Marvel’s The Avengers auf. Für den ersten Iron Man bekam Downey eine Gage von 500.000 US$, für Teil 2 bereits 10 Mio. US$ und für seinen Part in The Avengers bekam er insgesamt, mit Umsatzbeteiligung, 50 Mio. US$. Damit hatte er innerhalb von vier Jahren seine Gage verhundertfacht. Bis 2019 trat Downey in mehreren Marvel-Produktionen als Iron Man auf.
2024 gewann er für seine Nebenrolle als Lewis Strauss in Christopher Nolans Historienfilm Oppenheimer erneut einen Golden Globe Award sowie seinen ersten Oscar.
Downeys deutsche Synchronsprecher sind hauptsächlich Charles Rettinghaus (z. B. in Sherlock Holmes) und Tobias Meister (z. B. in Iron Man), der mittlerweile Downeys Stammsprecher ist.

### Privatleben
In den 1980er Jahren war Downey sieben Jahre lang mit der Schauspielerin Sarah Jessica Parker liiert. Die Ehe mit Kollegin Deborah Falconer scheiterte 2004 nach zwölf Jahren. Die beiden haben einen Sohn, der 1993 geboren wurde.
In den 1990er Jahren war Downey schwer drogensüchtig und wurde mehrfach straffällig. Nach seinen Angaben war der 1995 entstandene Film Familienfest und andere Schwierigkeiten der erste, bei dem er während der Dreharbeiten unter Einfluss von Heroin stand. Im August 1999 wurde er nach wiederholtem Verstoß gegen Bewährungsauflagen festgenommen. Er hatte Psychologen während seiner Drogentherapien getäuscht. Dies hätte seine Schauspielkarriere beinahe beendet, da zeitweilig keine Versicherung mehr bereit war, das Risiko für Downey zu übernehmen.
Am 27. August 2005 heiratete Downey die Filmproduzentin Susan Levin. Am 7. Februar 2012 kam ihr erstes gemeinsames Kind, ein Sohn, auf die Welt. Am 4. November 2014 wurde ihre Tochter geboren.

### Engagement
Im Januar 2020 gab Downey in einem Interview mit Variety an, dass er nun vegan leben würde, unter anderem, um seinen persönlichen ökologischen Fußabdruck zu reduzieren. 2019 hatte er die Footprint Coalition gegründet, die im April 2020 ihre Arbeit aufgenommen hat und die sich Klima- und Umweltschutz mit Hilfe von fortschrittlichen Technologien wie Robotik oder Nanotechnologie als Ziel gesetzt hat.

## Diskografie

### Alben
- 2004: The Futurist

### Singles
- 1992: Smile
- 1993: The Star-Spangled Banner
- 2003: In My Dreams
- 2005: Man Like Me
- 2005: Broken

## Filmografie (Auswahl)
- 1970: Pound
- 1972: Greaser's Palace
- 1980: Die Kadeppen-Akademy (Up the Academy)
- 1983: Baby It's You
- 1984: Moving in – Eine fast intakte Familie (Firstborn)
- 1985: Tuff Turf
- 1985: Deadwait
- 1985: Lipstick & Ice Cream  (Girls Just Want to Have Fun)
- 1985: L.I.S.A. – Der helle Wahnsinn (Weird Science)
- 1986: Mach’s noch mal, Dad (Back to School)
- 1987: Jack, der Aufreißer (The Pickup Artist)
- 1987: Unter Null (Less Than Zero)
- 1988: Die Generation von 1969 (1969)
- 1988: Johnny be Good (Johnny Be Good)
- 1989: Das dreckige Spiel (True Believer)
- 1989: That’s Adequate
- 1989: Ein himmlischer Liebhaber (Chances are)
- 1990: Air America
- 1991: Lieblingsfeinde – Eine Seifenoper (Soapdish)
- 1992: Chaplin
- 1993: 4 himmlische Freunde (Heart and Souls)
- 1993: Short Cuts
- 1994: Natural Born Killers
- 1994: Nur für Dich (Only You)
- 1994: Julius Caesar Superstar (Hail Caesar)
- 1995: Restoration – Zeit der Sinnlichkeit (Restoration)
- 1995: Familienfest und andere Schwierigkeiten (Home for the Holidays)
- 1995: Richard III. (Richard III)
- 1995: Die Muppets unterm Weihnachtsbaum (Mr. Willowby’s Christmas Tree)
- 1997: One Night Stand
- 1997: The Gingerbread Man
- 1997: Hugo Pool
- 1997: Ein Mann für zwei (Two Girls and a Guy)
- 1998: Auf der Jagd (U.S. Marshals)
- 1999: Friends and Lovers
- 1999: Bowfingers große Nummer (Bowfinger)
- 1999: Black and White (Black and White)
- 1999: Jenseits der Träume (In Dreams)
- 2000: Die WonderBoys (Wonder Boys)
- 2000–2002: Ally McBeal (Fernsehserie)
- 2003: The Singing Detective
- 2003: Gothika
- 2004: Eros
- 2005: Game 6 – Das Leben ist ein Spiel! (Game 6)
- 2005: Kiss Kiss, Bang Bang
- 2005: Good Night, and Good Luck.
- 2006: A Scanner Darkly – Der dunkle Schirm (A Scanner Darkly)
- 2006: Kids – In den Straßen New Yorks (A Guide to Recognizing Your Saints)
- 2006: Fell – Eine Liebesgeschichte (Fur: An Imaginary Portrait of Diane Arbus)
- 2006: Shaggy Dog – Hör mal, wer da bellt (The Shaggy Dog)
- 2007: Zodiac – Die Spur des Killers (Zodiac)
- 2007: Glück im Spiel (Lucky You)
- 2007: Charlie Bartlett
- 2008: Iron Man
- 2008: Der unglaubliche Hulk (The Incredible Hulk)
- 2008: Tropic Thunder
- 2009: Der Solist (The Soloist)
- 2009: Sherlock Holmes
- 2010: Iron Man 2
- 2010: Liebe, oder lieber doch nicht (Love & Distrust)
- 2010: Stichtag (Due Date)
- 2011: Sherlock Holmes: Spiel im Schatten (Sherlock Holmes: A Game of Shadows)
- 2012: Marvel’s The Avengers (The Avengers)
- 2013: Iron Man 3
- 2014: Kiss the Cook – So schmeckt das Leben! (Chef)
- 2014: Der Richter – Recht oder Ehre (The Judge)
- 2015: Avengers: Age of Ultron
- 2016: The First Avenger: Civil War (Captain America: Civil War)
- 2017: Spider-Man: Homecoming
- 2018: Avengers: Infinity War
- 2019: Avengers: Endgame
- 2020: Die fantastische Reise des Dr. Dolittle (Dolittle)
- 2022: Sr. (Dokumentarfilm)
- 2023: Oppenheimer
- 2024: The Sympathizer (Miniserie)
- 2025: The Fantastic Four: First Steps

## Auszeichnungen
Oscar
- Auszeichnung

2024: Bester Nebendarsteller (Oppenheimer)
- Nominierungen

1993: Bester Hauptdarsteller (Chaplin)
2009: Bester Nebendarsteller (Tropic Thunder)
BAFTA Award
- Auszeichnung

1993: Bester Hauptdarsteller (Chaplin)
2024: Bester Nebendarsteller (Oppenheimer)
- Nominierung

2009: Bester Nebendarsteller (Tropic Thunder)
Golden Globe Award
- Auszeichnungen

1994: Sonderpreis für das Beste Ensemble (Short Cuts)
2001: Bester Nebendarsteller – Serie, Mini-Serie oder TV-Film (Ally McBeal)
2010: Bester Hauptdarsteller – Komödie oder Musical (Sherlock Holmes)
2024: Bester Nebendarsteller (Oppenheimer)
- Nominierungen

1993: Bester Hauptdarsteller – Drama (Chaplin)
2009: Bester Nebendarsteller (Tropic Thunder)
Critics’ Choice Movie Award
- Auszeichnungen

2024: Bester Nebendarsteller (Oppenheimer)
2024: Bestes Schauspielensemble (Oppenheimer)
- Nominierungen

2009: Bester Nebendarsteller (Tropic Thunder)
2013: Bester Hauptdarsteller – Actionfilm (Marvel’s The Avengers)
2014: Bester Hauptdarsteller – Actionfilm (Iron Man 3)
Goldene Himbeere
- Nominierungen

2021: Schlechtester Hauptdarsteller (Die fantastische Reise des Dr. Dolittle)
2021: Schlechtestes Leinwandpaar (Die fantastische Reise des Dr. Dolittle)
Irish Film and Television Awards
2009: Bester internationaler Schauspieler (Iron Man)
2010: Bester internationaler Schauspieler (Sherlock Holmes)
Saturn Award
- Auszeichnungen

1994: Bester Hauptdarsteller (4 himmlische Freunde)
2009: Bester Hauptdarsteller (Iron Man)
2014: Bester Hauptdarsteller (Iron Man 3)
- Nominierungen

2006: Bester Hauptdarsteller (Kiss Kiss Bang Bang)
2010: Bester Hauptdarsteller (Sherlock Holmes)
Screen Actors Guild Award
- Auszeichnung

2001: Herausragender Darsteller in einer Comedyserie (Ally McBeal)
2024: Herausragender Nebendarsteller (Oppenheimer)
2024: Herausragendes Ensemble (Oppenheimer)
- Nominierungen

2001: Herausragendes Ensemble in einer Comedyserie (Ally McBeal)
2006: Herausragendes Ensemble (Good Night, and Good Luck)
2009: Herausragender Nebendarsteller (Tropic Thunder)
Teen Choice Award
- Auszeichnung

2019: Bester Darsteller in einem Actionfilm (Avengers: Endgame)
Weitere Auszeichnungen
1993: London Critics Circle Film Award als Bester Schauspieler (Chaplin)
1993: Coppa Volpi bei den Internationalen Filmfestspielen von Venedig für das Beste Ensemble (Short Cuts)
2001: L.A. Outfest Screen Idol Award (Die Wonderboys)
2003: Chicago International Film Festival Career Achievement Award
2003: Darstellerpreis beim Sitges Festival Internacional de Cinema de Catalunya (The Singing Detective)
2004: Hasty Pudding Mann des Jahres
2006: Spezialpreis der Jury beim Sundance Film Festival (A Guide to Recognizing Your Saints)
2008: ShoWest Convention Award als Männlicher Star des Jahres
2009: Central Ohio Film Critics Association Award als Bester Hauptdarsteller (Iron Man; Tropic Thunder)
2015: MTV Generation Award